# Roland Kaiser

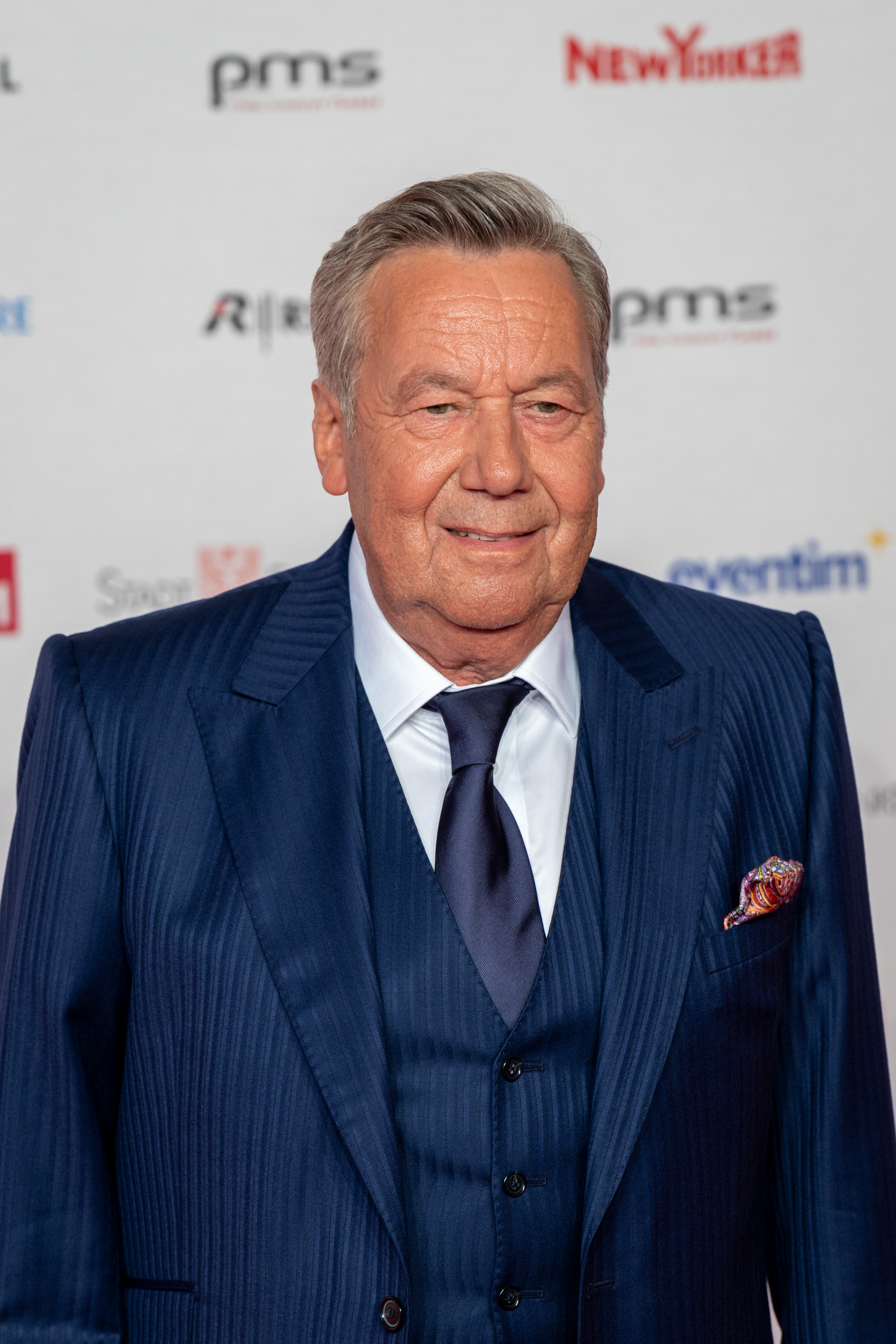
Roland Kaiser (2022)

Roland Kaiser (* 10. Mai 1952 als Ronald Keiler in West-Berlin) ist ein deutscher Schlagersänger und Musiker. Seinen Durchbruch hatte er 1980 mit dem Lied Santa Maria, das sich 1,2 Millionen Mal verkaufte. Mit über 90 Millionen verkauften Tonträgern gehört er zu den erfolgreichsten Interpreten des Genres. Zu seinen weiteren Erfolgen zählen Hits wie Lieb’ mich ein letztes Mal, Dich zu lieben, Manchmal möchte ich schon mit dir, Sieben Fässer Wein und im Duett mit Maite Kelly Warum hast du nicht nein gesagt. Daneben arbeitet er auch als Liedtexter für andere Künstler, darunter Peter Maffay, Milva, Nana Mouskouri und Karat.

## Herkunft, Ausbildung, Privates
Roland Kaiser wurde im Mai 1952 in West-Berlin geboren und wuchs bei einer Pflegemutter auf.
Die Realschule schloss er mit 15 Jahren mit der mittleren Reife ab. Er absolvierte eine Ausbildung zum Automobilkaufmann bei einem Ford-Händler, dessen Werbeabteilung er bis Mitte der 1970er-Jahre leitete.
Er war in erster Ehe mit Christina Keiler verheiratet, der späteren Ehefrau des Schauspielers Michael Lesch. Danach war er von 1990 bis 1995 mit Anja Schüte verheiratet, mit der er einen Sohn hat. Seit 1996 ist er in dritter Ehe mit Silvia verheiratet und hat aus dieser Ehe einen Sohn (* 1996) und eine Tochter (* 1999). Er lebt mit seiner Ehefrau seit Ende der 1990er-Jahre in Münster.

## Karriere

### 1974–1989: Frühe Jahre und Durchbruch mitSanta Maria
Mitte der 1970er-Jahre arbeitete er tagsüber als Telegramm-Bote bei der Berliner Post. Sein musikalisches Talent entdeckten zu dieser Zeit die Musikproduzenten Gerhard Kämpfe und Thomas Meisel. Im Jahr 1974 veröffentlichte Kaiser seine erste Single Was ist wohl aus ihr geworden? 1976 hatte er mit der gesungenen Version von Ricky Kings Verde (Frei, das heißt allein) seinen ersten Verkaufserfolg und kam bis auf Platz 14 der deutschen Singlecharts.
1977 folgte mit Sieben Fässer Wein – einer Coverversion des karibischen Traditionals Ba Moin En Ti Bo – eine weitere Single. Mit dieser erreichte er den siebten Platz der deutschen Singlecharts. Ein weiterer Coversong erschien im Februar 1978 mit Amore Mio (Amada Mia, Amore Mio), der Platz 17 in den Singlecharts belegte. Im Juni 1979 erschien mit Schach Matt eine weitere Singleauskopplung aus seinem dritten Studioalbum Etwas von mir. In Deutschland platzierte sich das Lied auf Platz 32 und hielt sich insgesamt elf Wochen in den Charts. Im März 1980 nahm er mit dem Titel Hier kriegt jeder sein Fett an der deutschen Vorentscheidung zum Grand Prix Eurovision teil; er erreichte den achten Platz bei zwölf Teilnehmern.
Im Mai 1980 veröffentlichte er seine bis heute erfolgreichste Single Santa Maria. Das Lied ist eine deutsche Version des ursprünglich auf Italienisch gesungenen Liedes von Oliver Onions. Kaiser schrieb den deutschen Text gemeinsam mit Norbert Hammerschmidt, mit dem er in den folgenden Jahren oft zusammenarbeitete. Zur Entstehung von Santa Maria erklärte Kaiser:

„Wir haben zu zweit eine Flasche Rotwein geleert, als der Titel entstand. Eigentlich haben Norbert Hammerschmidt und ich die auch nur aus Frust getrunken, weil man gerade unsere ursprüngliche „Santa Maria“-Version abgelehnt hatte – [sie] sei nicht gefühlvoll und nicht romantisch genug. Und da haben wir uns gedacht: So, nun kriegt ihr eure Packung Romantik, und haben es [...] auf die Spitze getrieben. Kommentar der Plattenfirma: ‚Das ist genial! Das nehmen wir auf.‘“

Santa Maria hielt sich fünf Wochen auf Platz eins der deutschen Singlecharts; auch in den Niederlanden und in Belgien erreichte seine Version im Winter 1980/81 Platz 1 der dortigen Charts. Die Single wurde in Deutschland, Belgien und den Niederlanden zweifach mit Gold ausgezeichnet.
Mit den 1981 erschienenen Singles Lieb’ mich ein letztes Mal und Dich zu lieben platzierte sich Kaiser auf Platz 3 und 5 der deutschen Charts. Einen weiteren Erfolg konnte er im Folgejahr mit der LP In Gedanken bei dir erzielen, auf der er die Singles Wohin gehst du? und Manchmal möchte ich schon mit dir veröffentlichte, die sich auf Platz 23 und Platz 7 der deutschen Singlecharts platzierten. In den Folgejahren brachte er jährlich neue LPs heraus, auf denen er einzelne Singleauskopplungen wie Die Gefühle sind frei, Joana, Flieg mit mir zu den Sternen, Midnight Lady (einsam so wie ich) und Ich glaub es geht schon wieder los bei ihrer Erstveröffentlichung in der ZDF-Hitparade präsentierte und diese sich dadurch zu Hits in der Schlagermusik entwickelten.
Im Jahr 1984 trat Kaiser erstmals in der DDR in der Fernsehshow Ein Kessel Buntes mit "Joana" auf. 1987 gab er drei Konzerte im Friedrichstadt-Palast in Ost-Berlin.

### 1990–2009: Weitere Musikkarriere und COPD-Erkrankung
Im Dezember 1990 erschien sein Studioalbum HerzZeit, aus dem er die Single Viva l’amor auskoppelte. Im Mai 1991 folgte die Single Wind auf der Haut und Lisa, die sich auf Platz 58 platzierte. Im Februar 1992 kam mit Südlich von mir ein weiteres Album heraus, das sich allerdings nicht in den Charts platzieren konnte. Seine darauffolgenden Alben Verrückt nach dir (1993) und Heute und hier (1994) platzierten sich auf Platz 87 und 80. Aus dem letztgenannten Album koppelte er die Single Und wer küßt mich aus, die sich mit der Höchstplatzierung 62 zehn Wochen in den deutschen Charts hielt.
Für Kaiser war dies zunächst die letzte Single, die sich in den Charts platzieren konnte, bevor er 2013 und 2014 erneut in die Singlecharts einstieg. Zwischen 1995 und 2001 wurde sein Lied Alles, was du willst als Titelsong der RTL-Arztserie Dr. Stefan Frank – Der Arzt, dem die Frauen vertrauen verwendet.
Zur Jahrtausendwende wurde bekannt, dass Kaiser an einer chronisch obstruktiven Lungenerkrankung (COPD) leidet. Er trat weiterhin auf; so veranstaltete er unter anderem an seinem 50. Geburtstag ein Benefizkonzert für Langzeitarbeitslose und schwer vermittelbare Arbeitsuchende und produzierte die Alben Alles auf Anfang (2001), Pure Lust (2003) und Sexy (2007). Seit 2003 spielt er jährlich mehrere Live-Konzerte unter dem Namen Kaisermania bei den Dresdner Filmnächten am Elbufer.
Im März 2007 kam sein erstes Kinderbuch mit dem Titel Die Giblinge. Band 1: Der längste Tag des Jahres heraus. Auf seinem Studioalbum Sexy veröffentlichte er zu seiner eigenen Kinderbuchreihe das Lied der Giblinge. Das im Januar 2009 erschienene Album Wir sind Sehnsucht stieg auf Platz 14 der deutschen Albumcharts ein – die höchste Chartplatzierung für ihn seit fast 25 Jahren. Im November 2009 veröffentlichte er mit Besinnliche Weihnachten das erste Weihnachtsalbum seiner Karriere und zog sich daraufhin aus gesundheitlichen Gründen zurück.

### Seit 2010: Bühnencomeback

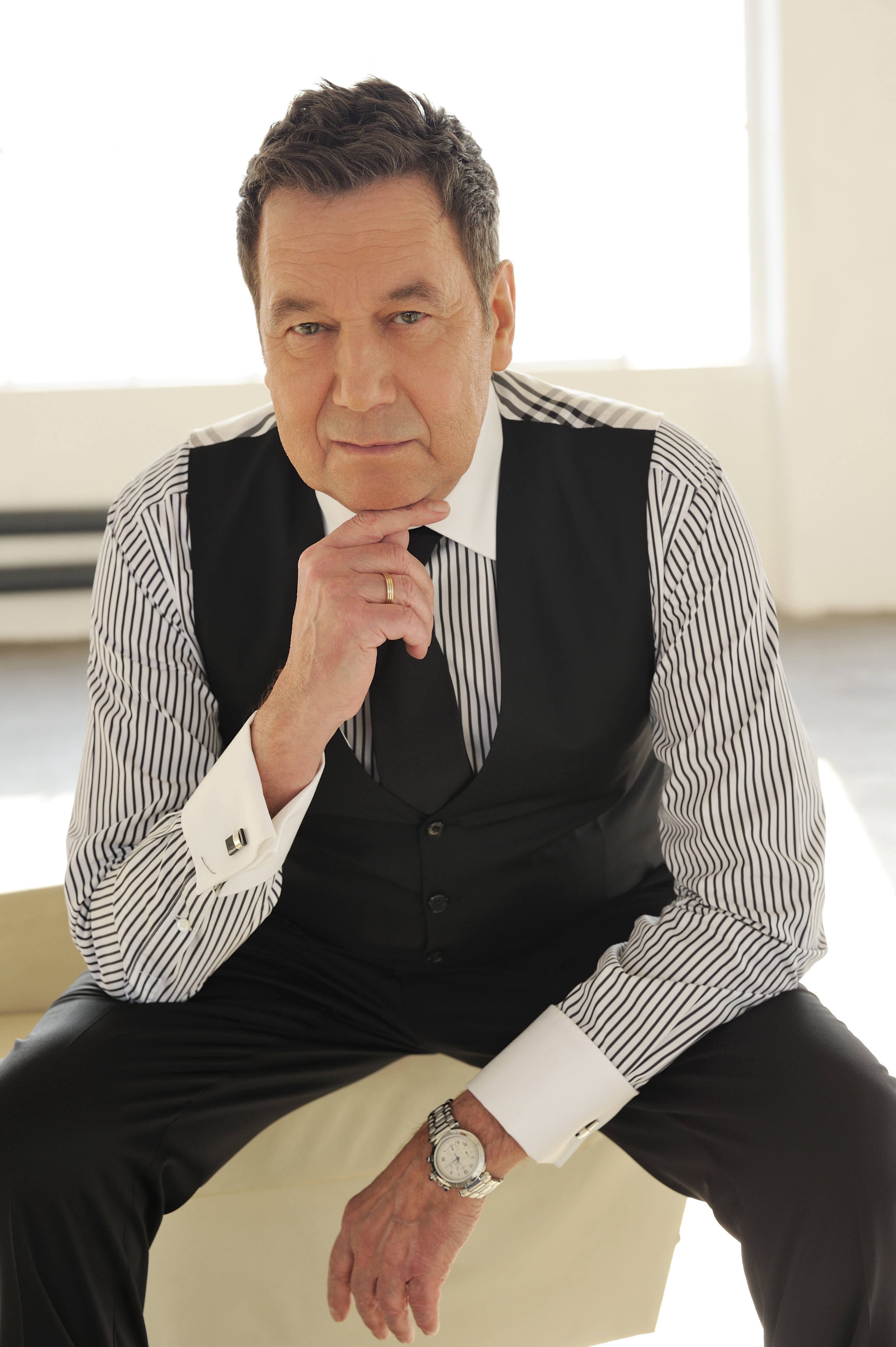
Roland Kaiser (2014)

Ab Januar 2010 gab Kaiser aus gesundheitlichen Gründen keine Konzerte mehr. Nach einer im Februar 2010 erfolgten Lungentransplantation feierte er im Oktober in der ZDF-Show Willkommen bei Carmen Nebel mit dem Titel Das Fenster zum Hof sein Bühnencomeback. Im Juli 2011 begann seine Comeback-Tournee in Rostock. Im selben Jahr erschien bei Edition Koch seine Autobiografie Atempause – Alles ist möglich mit einem von ihm eingesprochenen Hörbuch.
Im Juni 2012 erschien unter dem Titel Affären seine bekanntesten Hits in neuen Arrangements, aufgenommen mit dem Filmorchester Babelsberg. 2012 trat Kaiser erneut als Stargast bei Willkommen bei Carmen Nebel zugunsten krebskranker Menschen auf. Im Mai 2014 wurde das Album Seelenbahnen veröffentlicht, das Goldstatus erzielen konnte. Im August 2015 spielte er als erster Künstler vier Konzerte in einer Saison bei den Dresdner Filmnächten. Mit über 50.000 Besuchern stellte er einen Besucherrekord auf, zusätzlich wurde das erste Konzert vom MDR übertragen und erreichte 500.000 Zuschauer.

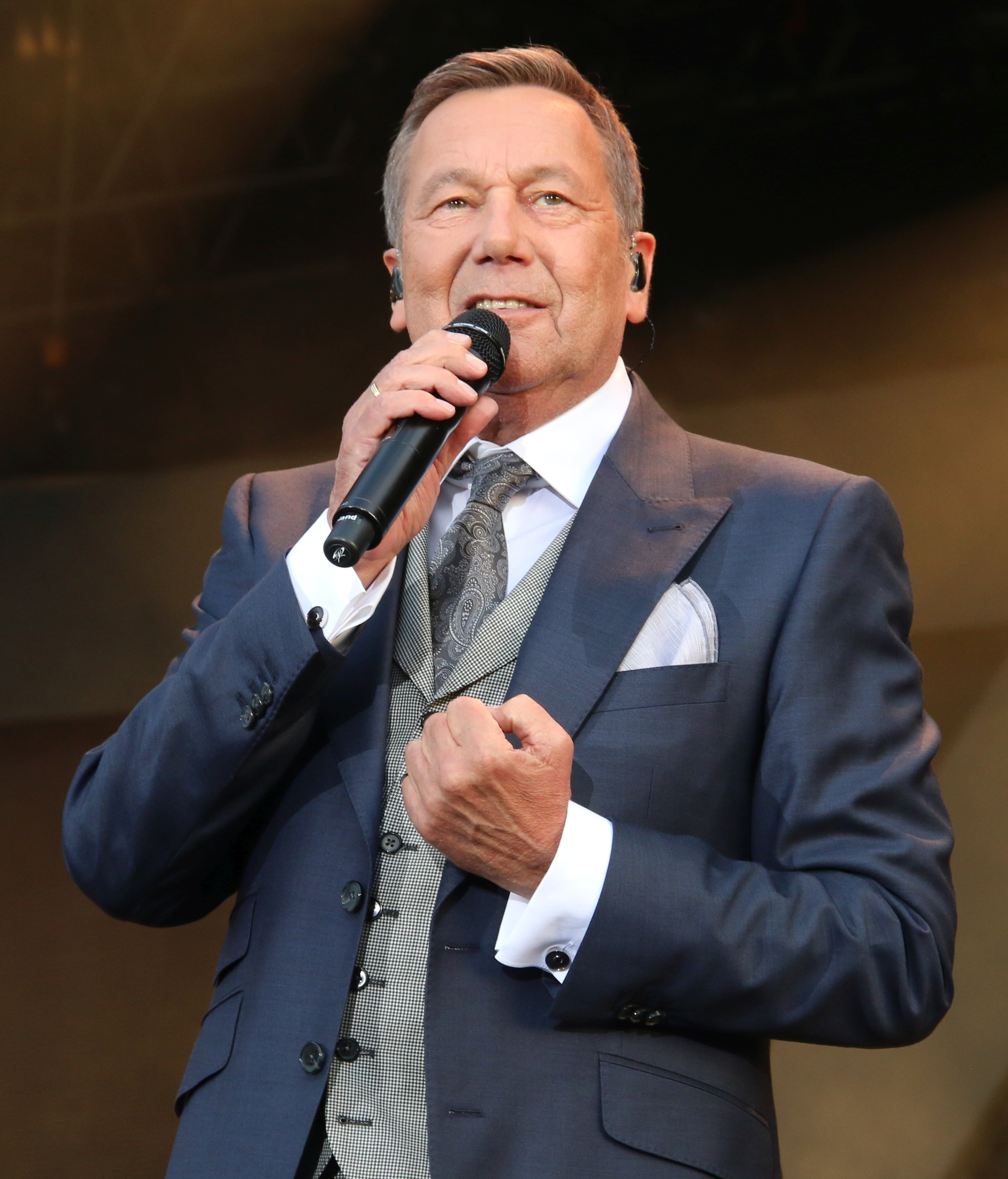
Roland Kaiser (2016)

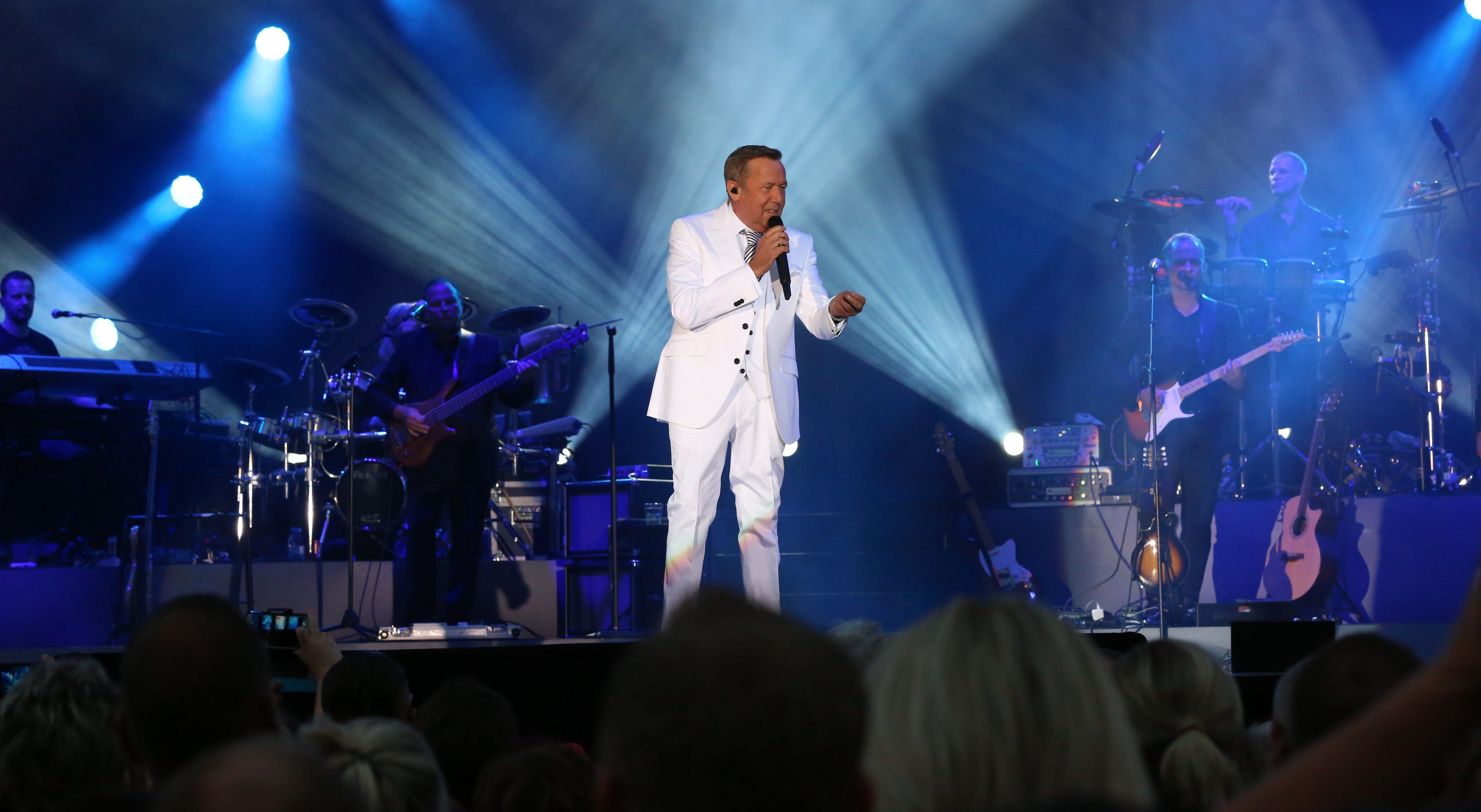
Roland Kaiser (2017)

Im Februar 2016 veröffentlichte Kaiser das Studioalbum Auf den Kopf gestellt, das in der ersten Woche auf Platz 2 der deutschen Albumcharts einstieg. Die Titel Das Beste am Leben und Ein Leben lang trug er erstmals bei der Geburtstagshow von Andrea Berg im Ersten vor. Seit 2019 arbeitet Kaiser mit Alex Wende zusammen, unter anderem produzierten sie die Single Stark vom im März veröffentlichten Album Alles oder Dich.
Im selben Jahr präsentierte er mit dem Weihnachtslied Klinget hell ihr Glocken im Adventsfest der 100.000 Lichter ein weiteres Duett mit Maite Kelly nach dem erfolgreichen Warum hast du nicht nein gesagt aus dem Jahr 2014. Kaiser und Kelly arbeiteten dafür mit Benny Andersson und Björn Ulvaeus von Abba zusammen, die ihren 1988 erstveröffentlichten Titel Klinga mina klockor in die deutsche Sprache übertrugen.
Im Februar 2020 moderierte Kaiser trotz Kritik an der Vergabe des St. Georgs Ordens an den ägyptischen Präsidenten Abd al-Fattah as-Sisi den Semperopernball 2020. Im August 2020 wurde in der ARD die erste Ausgabe seiner Fernsehshow Liebe kann uns retten gesendet, bei der er auch die Moderation übernahm. Im September 2020 gab Kaiser während der Corona-Pandemie zwei Konzerte in der Berliner Waldbühne.
Im Oktober 2021 veröffentlichte Kaiser nach seinem ersten im November 2009 erschienenem Weihnachtsalbum Besinnliche Weihnachten sein zweites Weihnachtsalbum Weihnachtszeit, auf dem sich unter anderem ein Duett mit Helene Fischer, die mit ihm Lady Gagas und Bradley Coopers Shallow neu interpretiert, befindet. Ebenfalls 2021 entstand beim MDR ein gleichnamiges TV-Special zum Weihnachtsalbum, das am 27. November 2021 auf Das Erste erstmals ausgestrahlt wurde.
Im September 2022 erschien Kaisers 28. Studioalbum Perspektiven, das erstmals nach seinem im Jahr 1981 erschienenen vierten Studioalbum Dich zu lieben Platz 1 der deutschen Albumcharts erreichte. Aus dem Album wurden die Titel Es ist alles ok, Gegen die Liebe kommt man nicht an und Sag mir wann als Singles ausgekoppelt. Im November 2023 nahm Kaiser eine Neuauflage seines Weihnachtsalbums mit dem Titel Goldene Weihnachtszeit auf, das neue Duette mit Michelle Hunziker, Melissa Naschenweng und Nana Mouskouri beinhaltet.
Am 24. Februar 2024 zeigte das ZDF Giovanni Zarrella präsentiert: 50 Jahre Roland Kaiser anlässlich des 50-jährigen Bühnenjubiläums von Roland Kaiser.

### Liedtexte
Kaiser schreibt seit Beginn seiner Karriere einen Großteil seiner Texte selbst und arbeitet auch mit Textern wie Norbert Hammerschmidt, Silvia Gehrke oder Maite Kelly zusammen. Seine Texte behandeln laut eigener Aussage nicht die „gefühlsduseligen Klischees der einzig wahren Liebe“, sondern die „verstörenden Emotionen von Sehnsucht, Sex und Seitensprüngen“. Nach eigenem Verständnis sei die „schelmische Freude am leicht Zweideutigen und Frivolen“, ohne als solches anzüglich zu sein, ein ständiger Begleiter während des Schreibprozesses.
Die offen gepflegte Affinität zur lyrischen Sinnlichkeit sorgt nicht nur im Produktionsstab, sondern auch im Feuilleton vereinzelt für Aufruhr. So habe der Liedtext zum Titel Manchmal möchte ich schon mit dir hohe Wellen geschlagen. Bereits in der ersten Fassung von Joachim Heider als Liebeslied einer Sommernacht wurde diese seitens des Verlagsleiters Thomas Meisel aufgrund angeblicher Eintönigkeit abgelehnt. Die finale Version des Textes konnte hingegen von Kaiser verteidigt werden, da vermeintlich explizite Textpassagen stets Andeutungen blieben und durch Wendepunkte aufgelöst würden. Im Zuge dessen stellte der taz-Redakteur Jan Feddersen fest: „Kaiser ist fast explizit und lotet die Grenzen durch feine Textarbeit aus, um nicht vulgär zu wirken.“ Kaiser selbst sagt, dass seine Texte nicht nur Sex vorschlagen, sondern aktiv dazu auffordern. Zusammengefasst wurde diese Haltung von der Stern-Autorin Anne Tönnissen, die Kaiser den „Soft-Pornographen des deutschen Schlagers“ nannte.
Kaiser bemängelt eine angeblich fehlende gesellschaftskritische Komponente des deutschen Schlagers, wobei er sich selbst nicht ausschließt. Er sagte in Anlehnung an Jean-Paul Sartre, dass „Kunst reflektierte Gegenwart“ sei. Allerdings gelinge es dem deutschen Schlager nicht, im Gegensatz zu Nachkriegsproduktionen, den Zeitgeist einzufangen. Als Reaktion darauf schrieb Kaiser mit dem Rosenstolz-Produzenten Peter Plate den Titel Liebe kann uns retten, der zu Toleranz aufrufen soll. Die taz kommentierte Kaisers Position bereits Jahre vor Erscheinen der Single mit der Überschrift „Der Philosoph gefangen im Körper eines Schlagersängers“.

### Arbeiten als Schauspieler
In der Tatort-Episode Summ, Summ, Summ aus Münster (ARD) spielte Kaiser im Herbst 2012 den Schlagerstar Roman König. Im Rahmen der Folge stellte Kaiser sein Lied Egoist vor, das auf der Best of – Gold veröffentlicht wurde. Die Erstausstrahlung erfolgte im Frühjahr 2013. Vom Hörfunksender WDR 4 wurden 230 Komparsenstellen für eine Konzertszene verlost, woraufhin über 130.000 Bewerbungen eingingen. Ende August 2019 wurde bekannt, dass Kaiser in Hamburg gemeinsam mit Axel Prahl für die ARD-Tragikomödie Eisland vor der Kamera steht. Er selbst äußerte sich mit folgenden Worten zu seiner zweiten Filmgastrolle: „Ohne etwas zu verraten: Das Drehbuch verlangt, dass Roland Kaiser hier mitspielt.“ Die Uraufführung des Films erfolgte am 3. Juli 2021 beim Filmfest München. Zudem wurde der Film im September 2021 beim Festival des deutschen Films gezeigt. Die ARD zeigte ihn im Abendprogramm im Ersten am 16. Februar 2022.

## Engagement

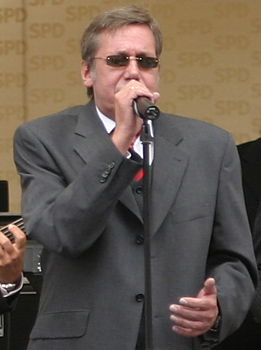
Roland Kaiser (2005)

### Soziales Engagement
Kaiser ist Vorstandsmitglied der Solidarfonds Stiftung NRW. Er erhielt 2011 für sein soziales Engagement den Ehrenpreis der Solidarfonds Stiftung NRW. 2012 wurde ihm außerdem der Kultur-Preis der B.Z. in Berlin verliehen sowie der Verdienstorden des Landes Nordrhein-Westfalen. Kaiser ist zudem Botschafter des Kinderhospizes Mitteldeutschland e. V. in Tambach-Dietharz sowie der Albert Schweitzer-Kinderdörfer und Familienwerke, „SchrittMacher“ der Tom Wahlig Stiftung, Botschafter der DSO – Deutsche Stiftung Organtransplantation, der Rudolf Pichlmayr Stiftung sowie der Stiftung AtemWeg.
Seit 2015 ist Kaiser auch Botschafter von Kinderlachen e. V.
Für sein Engagement zugunsten sozial benachteiligter Menschen ist Kaiser 2016 mit dem Albert-Schweitzer-Preis der Kinderdörfer und Familienwerke ausgezeichnet worden. Bei der Echoverleihung der Deutschen Phono-Akademie im April 2016 erhielt er aus der Hand des regierenden Bürgermeisters von Berlin den Echo als Würdigung für soziales Engagement.

### Politisches Engagement
Seit 2002 ist er Mitglied der SPD, im Wahlkampf 2005 trat er mit dem damaligen Bundeskanzler Gerhard Schröder auf. Auch 2013 unterstützte er die SPD im Wahlkampf. Die Laudatio bei der Verleihung der Goldenen Henne für sein Lebenswerk hielt 2014 Frank-Walter Steinmeier.
Am 10. Januar 2015 trat er bei der Anti-Pegida-Demonstration in Dresden auf und sprach sich in einer Rede gegen die Pegida-Demonstrationen aus. Diese Kritik an der Pegida-Bewegung bekräftigte Kaiser 2018 erneut.
Am 2. September 2016 unterstützte er die SPD Mecklenburg-Vorpommern mit einem Konzert im Rahmen des Wahlkampfabschlusses zur Landtagswahl 2016 in Warnemünde.
Kaiser war, jeweils auf Vorschlag der SPD-Landtagsfraktion Mecklenburg-Vorpommerns, Mitglied der 16. und 17. Bundesversammlung.

## Diskografie
Studioalben

| Jahr | Titel Musiklabel                                           | Höchstplatzierung, Gesamtwochen, AuszeichnungChartplatzierungen (Jahr, Titel, Musiklabel, Platzierungen, Wochen, Auszeichnungen, Anmerkungen) | Höchstplatzierung, Gesamtwochen, AuszeichnungChartplatzierungen (Jahr, Titel, Musiklabel, Platzierungen, Wochen, Auszeichnungen, Anmerkungen) | Höchstplatzierung, Gesamtwochen, AuszeichnungChartplatzierungen (Jahr, Titel, Musiklabel, Platzierungen, Wochen, Auszeichnungen, Anmerkungen) | Anmerkungen                                                 |
| Jahr | Titel Musiklabel                                           | DE | AT | CH | Anmerkungen                                                 |
| ---- | ---------------------------------------------------------- | --- | --- | --- | ----------------------------------------------------------- |
| 1976 | Verde – Frei – Das heißt allein Hansa Records (Ariola)     | — | — | — | Erstveröffentlichung: November 1976                         |
| 1977 | Nicht eine Stunde tut mir leid Hansa Records (Ariola)      | — | — | — | Erstveröffentlichung: Dezember 1977                         |
| 1979 | Etwas von mir Hansa Records (Ariola)                       | — | — | — | Erstveröffentlichung: Dezember 1979                         |
| 1981 | Dich zu lieben Hansa Records (Ariola)                      | DE1 Platin · (36 Wo.)DE | — | — | Erstveröffentlichung: Juli 1981 Verkäufe: + 500.000         |
| 1982 | In Gedanken bei dir Hansa Records (Ariola)                 | DE11 (22 Wo.)DE | — | — | Erstveröffentlichung: Juli 1982                             |
| 1983 | Gefühle sind frei Hansa Records (Ariola)                   | DE13 Gold · (20 Wo.)DE | — | CH10 (10 Wo.)CH | Erstveröffentlichung: Juli 1983 Verkäufe: + 250.000         |
| 1984 | Ich fühl’ mich wohl in deinem Leben Hansa Records (Ariola) | DE10 (21 Wo.)DE | — | CH21 (6 Wo.)CH | Erstveröffentlichung: August 1984                           |
| 1985 | Herz über Kopf Hansa Records (Ariola)                      | DE43 (13 Wo.)DE | — | — | Erstveröffentlichung: November 1985                         |
| 1986 | Ich will dich Hansa Records (Ariola)                       | DE53 (5 Wo.)DE | — | — | Erstveröffentlichung: November 1986                         |
| 1987 | Auf dem Weg zu dir Hansa Records (BMG Ariola)              | DE37 (11 Wo.)DE | — | — | Erstveröffentlichung: August 1987                           |
| 1988 | Seitenblicke Hansa Records (BMG Ariola)                    | DE33 (11 Wo.)DE | — | — | Erstveröffentlichung: Oktober 1988                          |
| 1989 | Frauen Hansa Records (BMG Ariola)                          | — | — | — | Erstveröffentlichung: 14. September 1989                    |
| 1990 | HerzZeit Hansa Records (BMG Ariola)                        | — | — | — | Erstveröffentlichung: Dezember 1990                         |
| 1992 | Südlich von mir Hansa Records (BMG Ariola)                 | — | — | — | Erstveröffentlichung: 17. Februar 1992                      |
| 1993 | Verrückt nach dir Hansa Records (BMG Ariola)               | DE87 (4 Wo.)DE | — | — | Erstveröffentlichung: 11. Januar 1993                       |
| 1994 | Heute und hier Hansa Records (BMG Ariola)                  | DE80 (5 Wo.)DE | — | — | Erstveröffentlichung: 11. Juli 1994                         |
| 1996 | Grenzenlos Hansa Records (BMG Ariola)                      | DE69 (6 Wo.)DE | — | — | Erstveröffentlichung: 12. August 1996                       |
| 1998 | Grenzenlos II White Records (BMG Ariola)                   | DE71 (1 Wo.)DE | — | — | Erstveröffentlichung: 16. Februar 1998                      |
| 1999 | Mitten im Leben White Records (BMG Ariola)                 | — | — | — | Erstveröffentlichung: 22. November 1999                     |
| 2001 | Alles auf Anfang White Records (BMG Ariola)                | DE73 (1 Wo.)DE | — | — | Erstveröffentlichung: 10. September 2001                    |
| 2003 | Pure Lust White Records (BMG Ariola)                       | DE68 (1 Wo.)DE | — | — | Erstveröffentlichung: 22. September 2003                    |
| 2007 | Sexy White Records (BMG Ariola)                            | DE35 (4 Wo.)DE | — | — | Erstveröffentlichung: 14. September 2007                    |
| 2009 | Wir sind Sehnsucht Gloriella Music (Sony)                  | DE14 (7 Wo.)DE | — | — | Erstveröffentlichung: 30. Januar 2009                       |
| 2011 | Alles ist möglich Gloriella Music (Sony)                   | DE16 (12 Wo.)DE | — | — | Erstveröffentlichung: 3. Juni 2011                          |
| 2014 | Seelenbahnen Ariola (Sony)                                 | DE10 Platin · (45 Wo.)DE | AT33 Gold · (18 Wo.)AT | CH67 (1 Wo.)CH | Erstveröffentlichung: 30. Mai 2014 Verkäufe: + 207.500      |
| 2016 | Auf den Kopf gestellt Ariola (Sony)                        | DE2 Gold · (27 Wo.)DE | AT5 Gold · (19 Wo.)AT | CH48 (6 Wo.)CH | Erstveröffentlichung: 12. Februar 2016 Verkäufe: + 107.500  |
| 2019 | Alles oder Dich RCA Records (Sony)                         | DE2 Platin · (82 Wo.)DE | AT2 Gold · (28 Wo.)AT | CH4 (16 Wo.)CH | Erstveröffentlichung: 15. März 2019 Verkäufe: + 207.500     |
| 2022 | Perspektiven Ariola (Sony)                                 | DE1 Platin · (77 Wo.)DE | AT2 (39 Wo.)AT | CH4 (20 Wo.)CH | Erstveröffentlichung: 2. September 2022 Verkäufe: + 200.000 |
| 2025 | Marathon Ariola (Sony)                                     | DE2 (… Wo.)DE | AT1 (12 Wo.)AT | CH6 (7 Wo.)CH | Erstveröffentlichung: 7. Februar 2025                       |

grau schraffiert: keine Chartdaten aus diesem Jahr verfügbar

## Filmografie
- 2013: Tatort: Summ, Summ, Summ (als Roman König)
- 2021: Eisland (Fernsehfilm)

## Auszeichnungen
- 2024 Goldene Henne Ehrenpreis Musik[44]
- 2024 Sonderbriefmarke der deutschen Bundespost zum 50 jährigen Bühnenjubiläum (Vier Motive, selbstklebende Marken im Wert von je 1 Euro, limitierte Auflage)
- 2022 Goldene Henne für sein Lebenswerk „Kaisermania“[45]
- 2020 Paul-Lincke-Ring[46]
- 2018 Annemarie-Renger-Preis (Vielfältiges soziales Engagement)
- 2016 Bundesverdienstkreuz am Bande (für sein soziales Engagement)[47]
- 2016 Albert-Schweitzer-Preis der Kinderdörfer (Langjähriges soziales Engagement)
- 2016 Echo Pop (Soziales Engagement)
- 2016 Ehrenmedaille der Landeshauptstadt Dresden[48]
- 2015, 2016, 2017 Die Eins der Besten
- 2014 Goldene Henne (Lebenswerk)
- 2012 Berliner Bär (B.Z.-Kulturpreis) (Kategorie: „Comeback des Jahres“)
- 2012 Verdienstorden des Landes Nordrhein-Westfalen[49]
- 2011 Ehrenpreis der Solidarfonds Stiftung NRW
- 2011, 2021 Smago! Award (2011: „Wiederauferstehung des Jahres“[50]; 2021: „Erfolgreichste Schlager-Duett-Single + Erfolgreichstes Schlagervideo aller Zeiten“ (Warum hast du nicht nein gesagt)[51], : „Der Kaiser der ZDF-Hitparade“[51],  „Soziales + Politisches Engagement – Unterhaltung mit Haltung“[51])
- 1982 Goldene Europa
- 1981, 1982, 1983, 1987 Goldene Stimmgabel